# Ковач (Північна Македонія)
Ковач (мак. Ковач) — село у Північній Македонії, входить до складу общини Македонський Брод Південно-Західного регіону.
Населення — 54 особи (перепис 2002), за етнічним складом — усі македонці.

## Церкви
У селі є декілька православних церков:
- Св. Теодора
- Св. Іоанна
- Св. Афанасія
- Св. Варвари